# Urządzenie zaciskowe

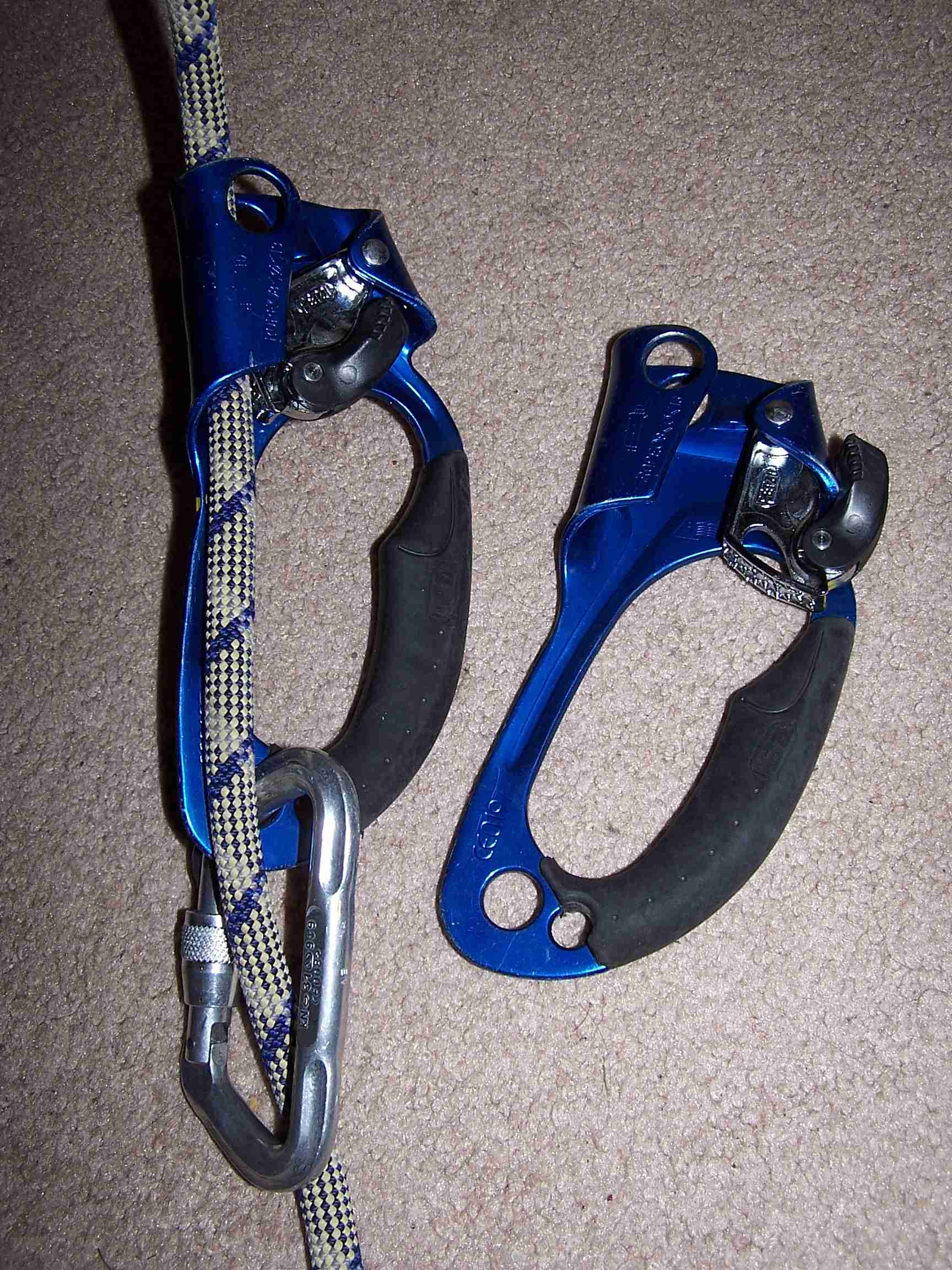
Płanieta (poignée) firmy Petzl

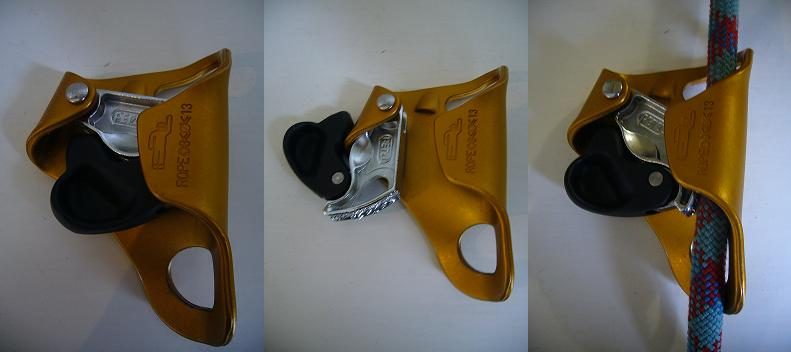
Kroll firmy Petzl

Urządzenie zaciskowe (zwane slangowo małpa, również przestarzale jumar – od historycznie jednego z pierwszych tego typu urządzeń) – urządzenie sportowe umożliwiające przemieszczanie się po pionowo przymocowanej linie. Stosowane w sportach typu wspinaczka (skałkowa, lodowa etc.), alpinizm podziemny oraz w pracach na wysokości.
Technika wychodzenia po linie nazywana jest małpowaniem.

## Rodzaje urządzeń zaciskowych
- płanieta
- dressler
- kroll
- kong
- gibbs
- jumar

Do urządzeń zaciskowych zalicza się również czasem urządzenia asekuracyjno-zjazdowe, np. szant – choć te nie mogą (nie powinny) służyć do małpowania (w każdym razie nie jako jedyne urządzenie).